# 55e brigade arabe

La 55e brigade, ou 55e brigade arabe, est une unité de guérilla entraînée par Al-Qaïda qui a fait partie de l'armée des talibans entre 1995 et 2001,. Elle était principalement formée de moudjahidines originaires du Moyen-Orient, d'Asie centrale et d'Asie du Sud-Est déjà aguerris, souvent par leur participation à la guerre contre les Soviétiques dans les années 1980.
Forte d'à peu près 1 500 combattants d'élite, elle a considérablement souffert de la guerre d'Afghanistan, par captures ou morts au combat. Ses survivants ont été dirigés à partir de 2002 par Mehdat Mursi, le responsable de la sécurité interne de l'organisation, jusqu'à sa mort le 28 juillet 2008.